# 特鲁瓦维耶日
特鲁瓦维耶日（法語：Troisvierges，法語發音：[tʁwavjɛʁʒ]，意为“三贞女”，德語發音：[ˈʊlflɪŋən]，盧森堡語發音：[ˈəlvən]）是卢森堡北部克莱沃县一个市镇和城镇。卢森堡最高的两个山丘克内夫山（560 m）和布格普拉茨山（559 m）位于该市镇内。

## 姊妹城市
特鲁瓦维耶日是《欧洲农村社区宪章》（Charter of European Rural Communities）的成员，其与宪章其他成员互为的友好关系，包括：
- 西班牙 比恩贝尼达
- 比利时 比耶夫尔
- 義大利 布奇内
- 爱尔兰 卡舍尔
- 法國 锡塞
- 英格兰 德斯伯勒（Desborough）
- 荷蘭 埃斯（Esch）
- 德国 黑普施泰特
- 羅馬尼亞 伊伯內什蒂鄉
- 拉脫維亞 坎達瓦市鎮
- 芬兰 坎努斯
- 希腊 科林兹罗斯（Κολινδρός）
- 奥地利 拉塞
- 斯洛伐克 梅澤夫
- 斯洛維尼亞 摩拉夫切
- 丹麦 奈斯特韋茲市鎮
- 匈牙利 大岑克（Nagycenk）
- 馬爾他 纳杜尔（Nadur）
- 瑞典 奥克尔布市镇
- 賽普勒斯 上莱夫卡拉（Πάνω Λεύκαρα）
- 爱沙尼亚 珀尔瓦
- 葡萄牙 萨穆埃尔（Samuel）
- 保加利亚 斯利沃波莱
- 捷克 旧波德沃罗夫（Starý Poddvorov）
- 波蘭 斯奇茹夫（Gmina Strzyżów）
- 蒂斯诺（Tisno）
- 立陶宛 扎加雷

## 图片

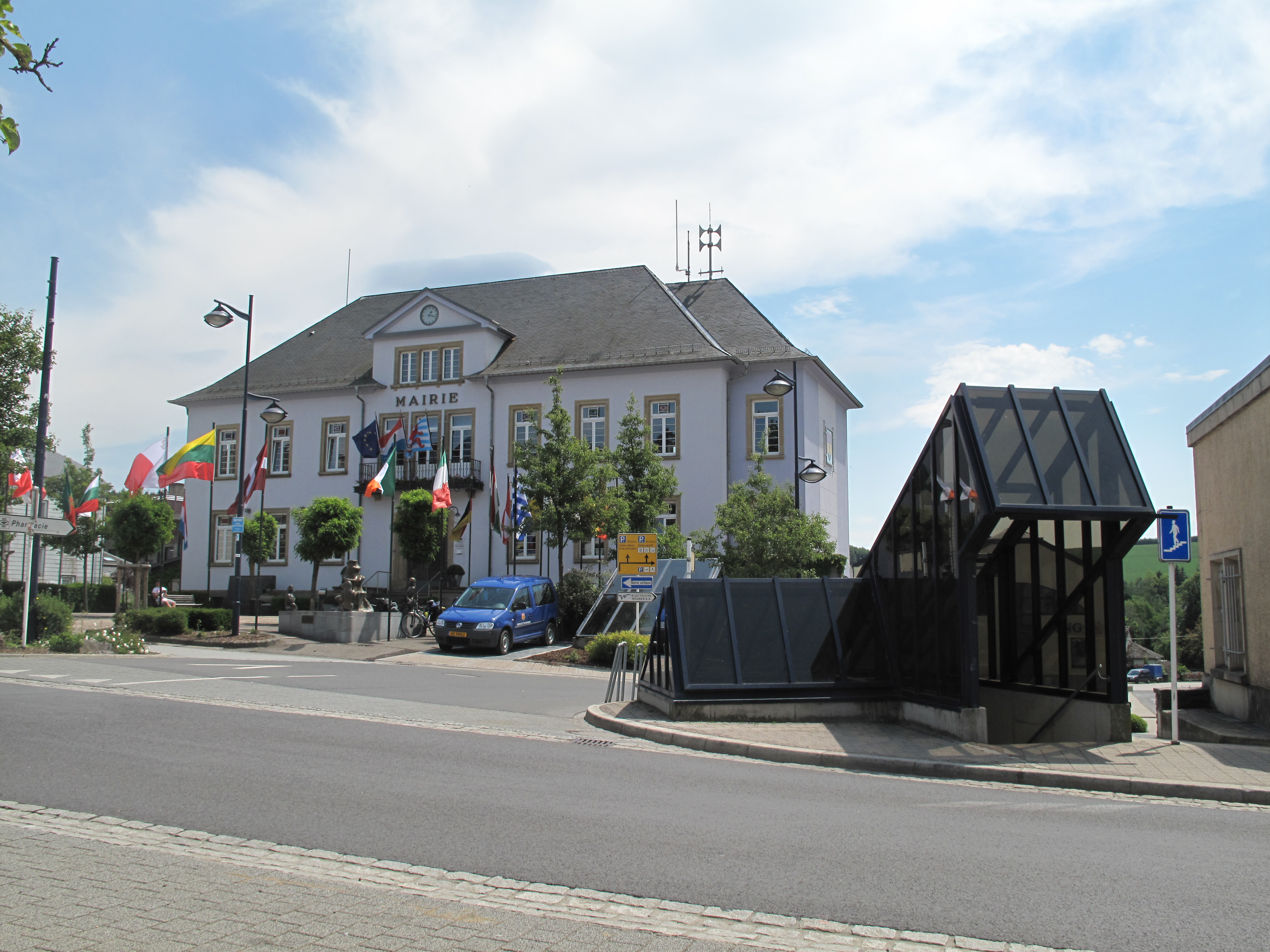
特鲁瓦维耶日市政厅
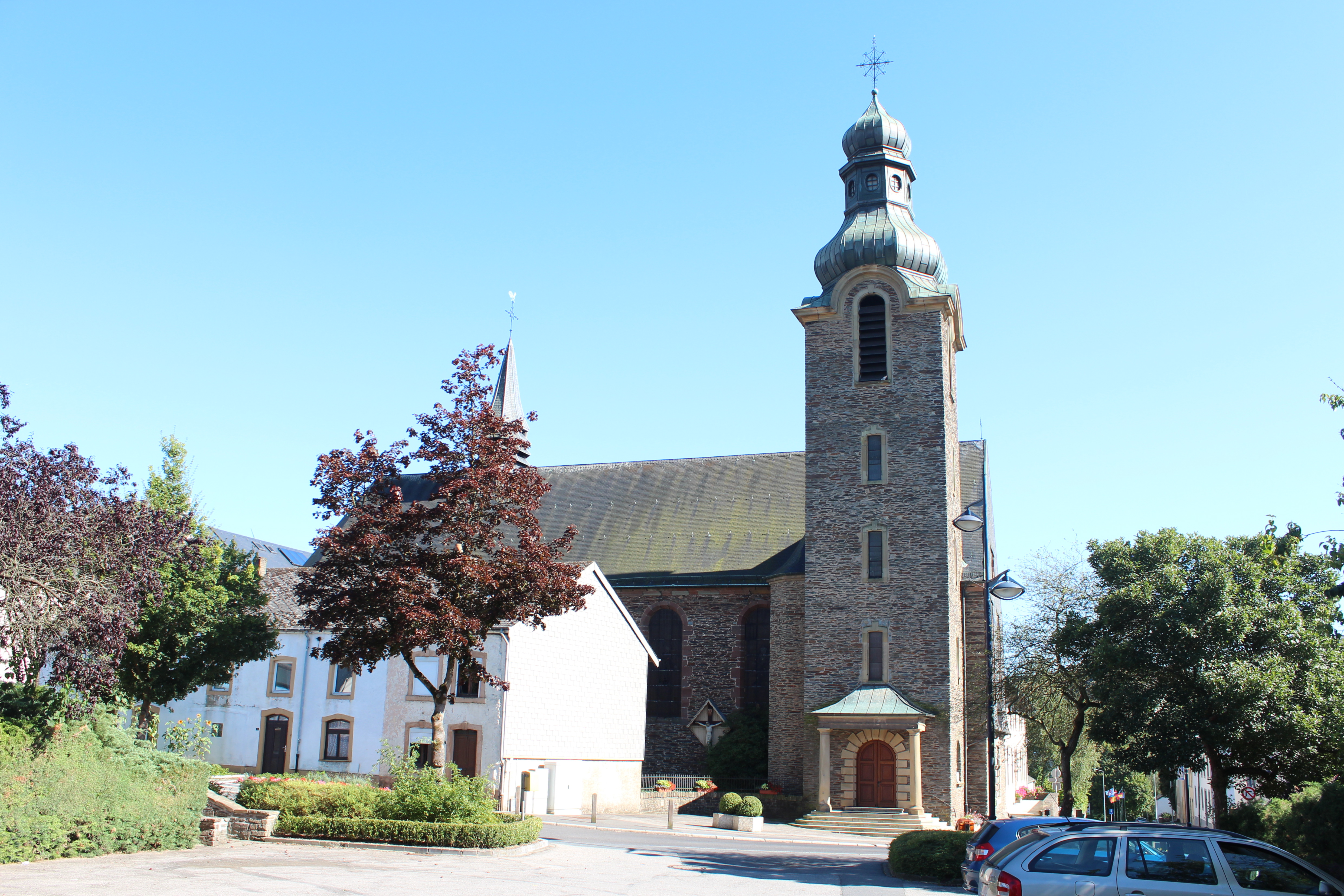
圣安德烈教堂（Eglise Saint-André）
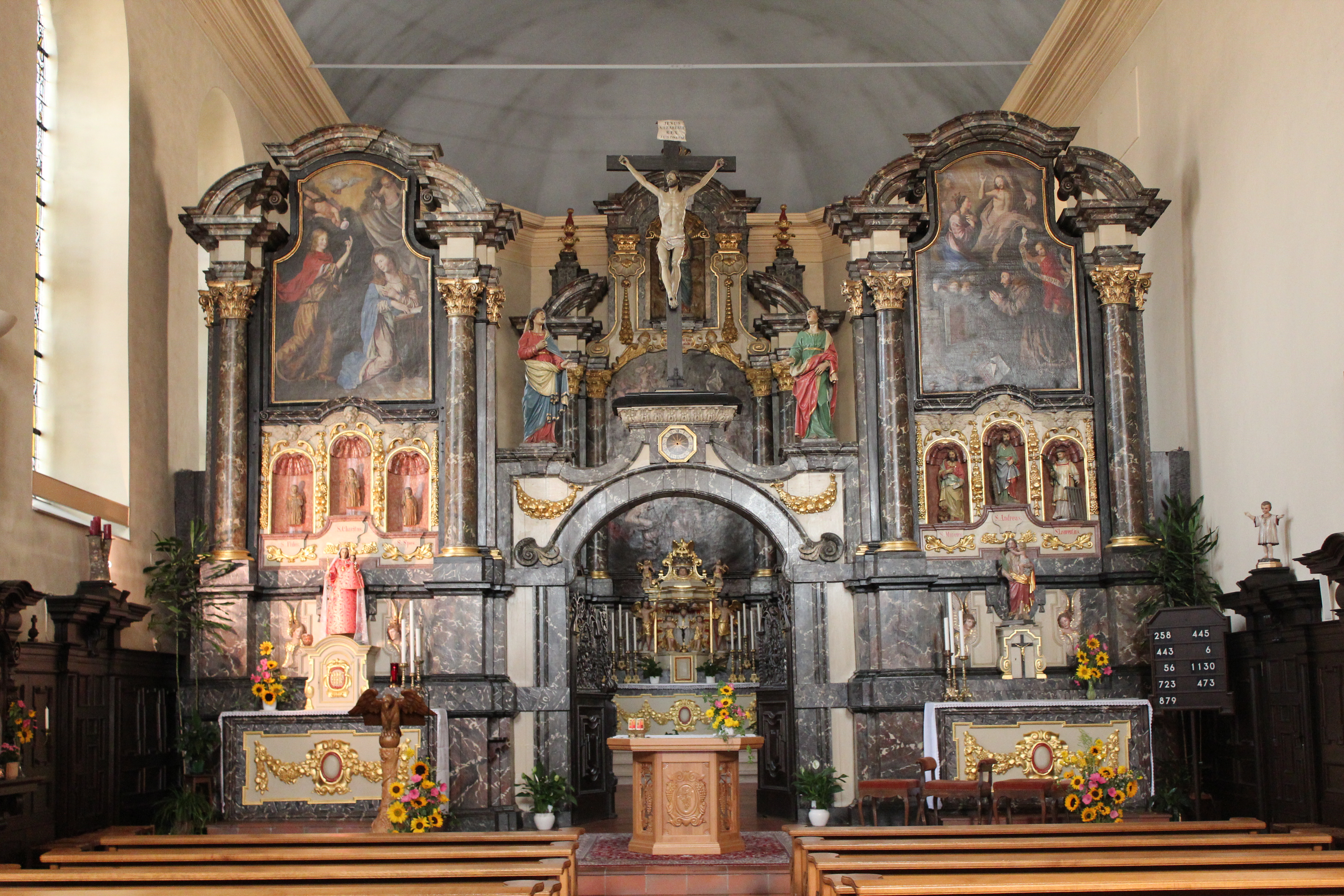
圣安德烈教堂的内部
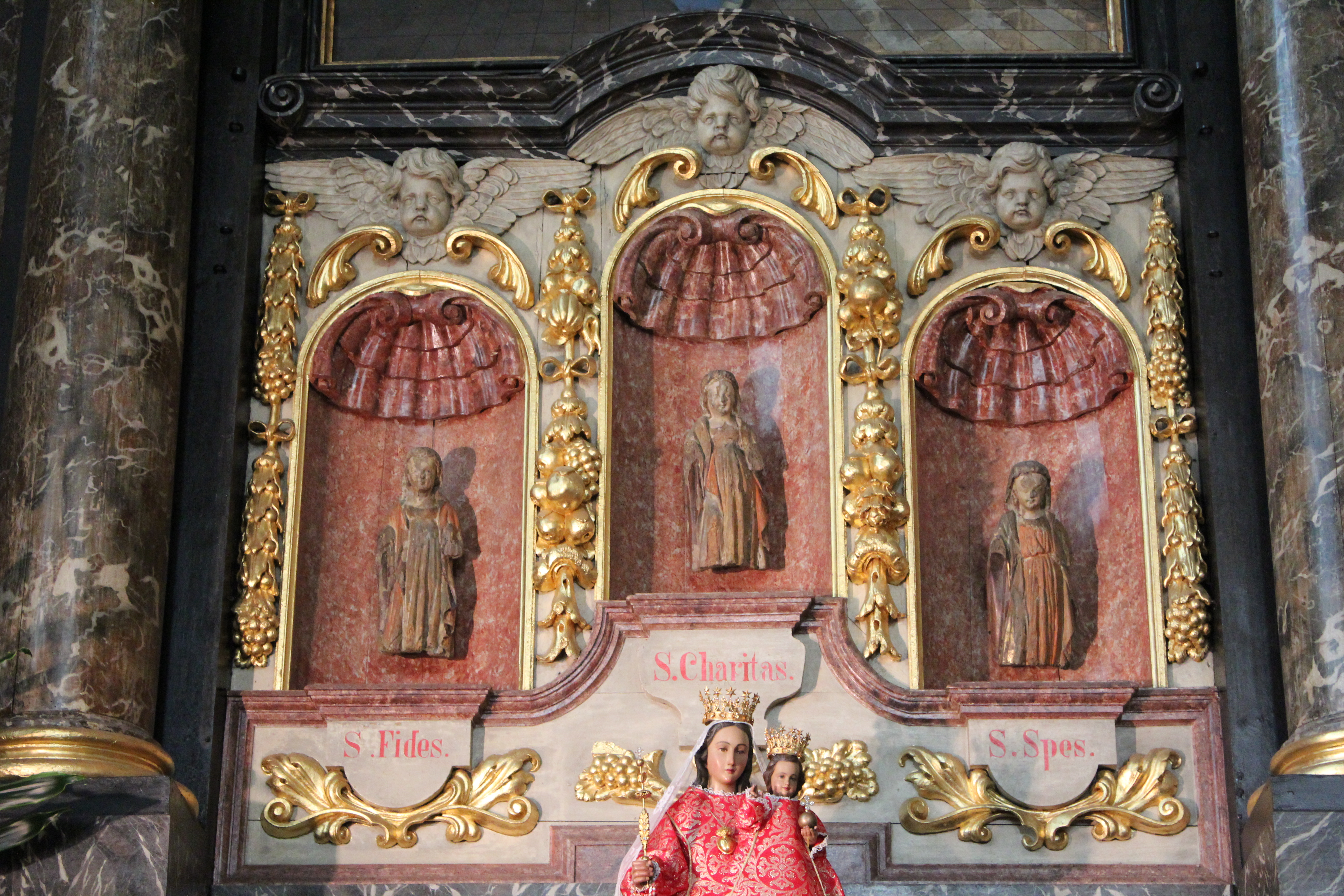
三贞女祭坛，位于圣安德烈教堂